# Sickels
Sickels is een plaats in de Duitse gemeente Fulda, deelstaat Hessen, en telt 1007 inwoners (2004).